# Prise d'otages du magasin Hyper Cacher de la porte de Vincennes
Pour un article plus général, voir Attentats de janvier 2015 en France.
La prise d'otages du magasin Hyper Cacher de la porte de Vincennes à Paris est une attaque terroriste islamiste et antisémite, perpétrée le 9 janvier 2015. C'est le dernier des attentats de début janvier 2015 en France.
L'auteur de l'attaque, Amedy Coulibaly, est déjà recherché par la police pour l'assassinat, commis la veille, d'une policière municipale de Montrouge : il s'introduit dans une supérette cacher de la porte de Vincennes en étant lourdement armé. Il tue immédiatement trois personnes et en prend en otage dix-sept autres, dont l'un est tué peu après, portant à quatre le nombre des morts. 
Le preneur d'otages se dit antisémite, se réclame de l'État islamique et demande la libération des deux frères Kouachi qui, au même moment, sont assiégés par la Gendarmerie à Dammartin-en-Goële après avoir tué douze personnes dans l'attentat contre Charlie Hebdo, deux jours plus tôt à Paris.
La prise d'otages dure plus de quatre heures. Elle se termine par un assaut mené par les policiers du RAID, de la BI et de la BRI, durant lequel aucun otage n'est tué. Le terroriste est abattu alors qu'il ouvre le feu sur les forces de l'ordre. Trois policiers et un otage sont blessés. Deux jours après le massacre au siège de Charlie Hebdo, cette nouvelle attaque terroriste vient s'ajouter à une émotion publique déjà considérable en France.

## Contexte
Cette prise d'otages survient deux jours après l'attentat contre Charlie Hebdo et le lendemain de l'assassinat d'une policière municipale, Clarissa Jean-Philippe, à Montrouge. La région Île-de-France se trouve alors en « urgence attentats », qui est le niveau maximal du plan Vigipirate, de lutte contre le terrorisme.

## Déroulement
Le 9 janvier, Amedy Coulibaly, déjà identifié par les forces de l'ordre comme le principal suspect dans le meurtre de la policière municipale commis la veille à Montrouge,, arrive à proximité de la porte de Vincennes. Peu après 13 heures, il rejoint la supérette à l'enseigne Hyper Cacher située au 23, avenue de la Porte-de-Vincennes, entre le boulevard périphérique et la limite du territoire de Paris avec celui de la commune de Saint-Mandé, ville qui comprend une importante population juive : le 9 janvier étant un vendredi, veille de Shabbat, il accueille alors de nombreux clients. 
Porteur d’un  fusil d'assaut Vz 58 calibre 7, 62 mm Kalachnikov, de deux pistolets mitrailleurs Skorpion, de deux pistolets Tokarev, d’un gilet pare-balles et de quinze bâtons d'explosifs, Amedy Coulibaly pénètre dans le magasin et y tue trois personnes. La première est tuée de sang froid devant les autres otages après que Coulibaly lui a demandé son nom. Il se retranche alors dans le magasin en y retenant dix-sept otages,,. Le directeur de la supérette, blessé à l'épaule, parvient à s'échapper : il peut ensuite donner aux forces de l'ordre son téléphone portable, lequel contient une application donnant accès aux caméras de surveillance du magasin.
Six personnes dont un bébé, guidées par un employé du magasin, Lassana Bathily, jeune homme musulman d’origine malienne,,,,,,,,,,,, empruntent un escalier en colimaçon menant dans une chambre froide au sous-sol et parviennent à s'y cacher. Lassana Bathily, après avoir dissimulé les clients, parvient à sortir de l'Hyper Cacher grâce à un monte-charges et une sortie de secours ; il peut alors rejoindre les policiers pour les prévenir de la présence des otages au sous-sol, les informer de la configuration du magasin et leur donner les clés du volet automatique qui vont servir pour l'assaut, le rideau de fer de l'épicerie étant alors abaissé. D'autres otages, qui ont tenté de se cacher dans la seconde chambre froide qui ne ferme pas de l'intérieur, sont forcés à remonter dans le magasin et y découvrent les corps des victimes,.
Un des otages, Yohav Hattab, s'empare d'une des armes de Coulibaly posée sur un carton. Elle ne fonctionne pas : le terroriste l'a laissée là car elle s'est enrayée au cours de la première fusillade. Amedy Coulibaly, probablement alerté par le bruit du maniement de l’arme, se retourne et fait feu sur Yohav Hattab, qui, touché à la tête, est tué sur le coup,,.
Selon l'un des otages, Coulibaly « pérorait sur les Juifs et la Palestine » tandis que l'une des victimes agonisait en gémissant. Le djihadiste propose de l'achever. Les otages l'en dissuadent. Il demande ensuite à chaque otage de décliner son nom, son âge, sa profession et son origine, qu'il assimile à la religion.
Dès 14 heures, le déploiement des forces de police comprend un hélicoptère et des dizaines de véhicules (police, pompiers, secours). L'enquête a été confiée à la section anti-terroriste (SAT) de la police judiciaire parisienne, à la sous-direction anti-terroriste de la police judiciaire et à la direction générale de la Sécurité intérieure (DGSI). Le quartier est bouclé par la police et la circulation est interrompue sur le boulevard de Vincennes, sur le boulevard périphérique, pour le tramway voisin. Les unités d'élite de la Police nationale, le RAID, et la BRI, sont immédiatement redéployées depuis Dammartin-en-Goële sur la porte de Vincennes.
Pendant la prise d’otages, Coulibaly appelle des proches pour leur demander d’attaquer des cibles. Selon un témoin, il filme ses actes avec une caméra GoPro.
Vers 15 heures, Coulibaly appelle BFM TV — chaîne qui a, le matin même, pu recueillir les propos des frères Kouachi durant la prise d'otages de Dammartin-en-Goële — dans le but d’exprimer ses revendications. Il se réclame de l'État islamique et dit avoir « synchronisé » son action contre les policiers de Montrouge avec celles des frères Kouachi contre Charlie Hebdo, précisant avoir attaqué le magasin Hyper Cacher pour cibler « des Juifs ». Il raccroche ensuite mal le combiné du téléphone, ce qui permet à l'extérieur d'écouter ce qui se passe dans le magasin.
L'assaut est donné à 17 h 12 par le RAID, la BI et la BRI qui pénètrent (seul le RAID pénètre réellement dans l'épicerie) dans l'épicerie après avoir relevé le rideau de fer et lancé quatre grenades assourdissantes. Cet assaut est déclenché quelques minutes après celui de Dammartin-en-Goële où les frères Kouachi sont sortis de leur position retranchée à 16 h 57 et se sont fait tuer. Le chef de l'État François Hollande avait en effet décidé d'un assaut simultané dès 15 heures car « le preneur d'otage de Vincennes a menacé de tuer tous les otages si le GIGN donnait l'assaut à Dammartin où se trouvent les deux frères Kouachi ». C'est donc la sortie des frères Kouachi qui a provoqué la réaction du GIGN à Dammartin-en-Goële et précipité l'assaut de Vincennes,,.
Selon un témoin, Amedy Coulibaly se serait écrié « Je vais tuer tout le monde ! » au moment de l'assaut, après que les forces de l'ordre ont fait exploser la vitrine et juste avant la levée du rideau de fer. Le preneur d'otages tente alors de sortir du magasin et se précipite vers la porte principale en faisant feu sur les policiers, il meurt lorsque les policiers ripostent,,. Des otages se sauvent à l'extérieur et sont pris en charge par les forces de l’ordre. Quatre personnes sont blessées : un otage, deux policiers du RAID et un autre de la BRI.
Une interrogation subsiste, rapidement dissipée, quant à la présence d'un second preneur d'otages et à celle sur place d'Hayat Boumeddiene, la compagne de Coulibaly recherchée par les autorités françaises.
Il s'avère que le preneur d’otages disposait d'explosifs avec lesquels il a tenté de piéger l’une des portes du magasin. Une opération de déminage est engagée peu après 17 h 30 afin de sécuriser l'épicerie. Selon les policiers après analyse de la vidéo filmée par Coulibaly, il « ne semblait pas être un expert dans le maniement des armes, mettant plus de dix secondes pour trouver le bon bouton pour ôter le chargeur de sa kalachnikov et pour le remettre correctement » et il demande même l'aide d’un otage pour transférer sur son ordinateur les films de sa GoPro.
Le soir même, vers 19 h 55 à la télévision, le président de la République François Hollande qualifie cette prise d'otages d'« acte antisémite effroyable » et appelle à ne faire « aucun amalgame ».

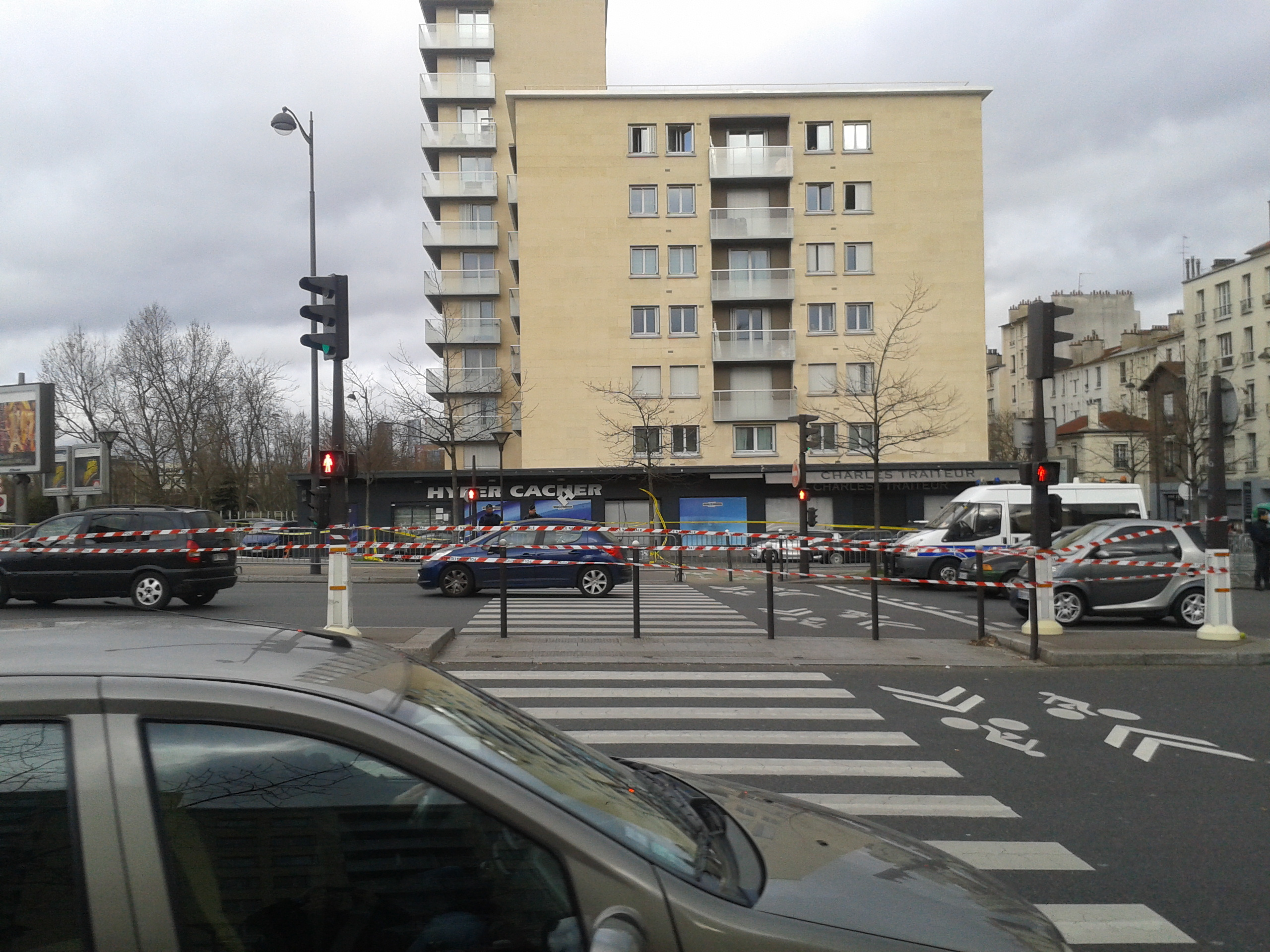
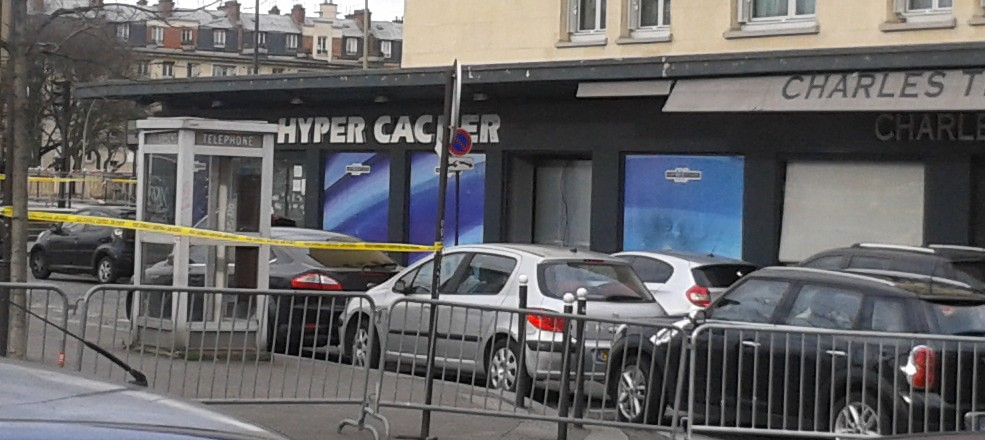
Le magasin Hyper Cacher au lendemain de la prise d'otages.
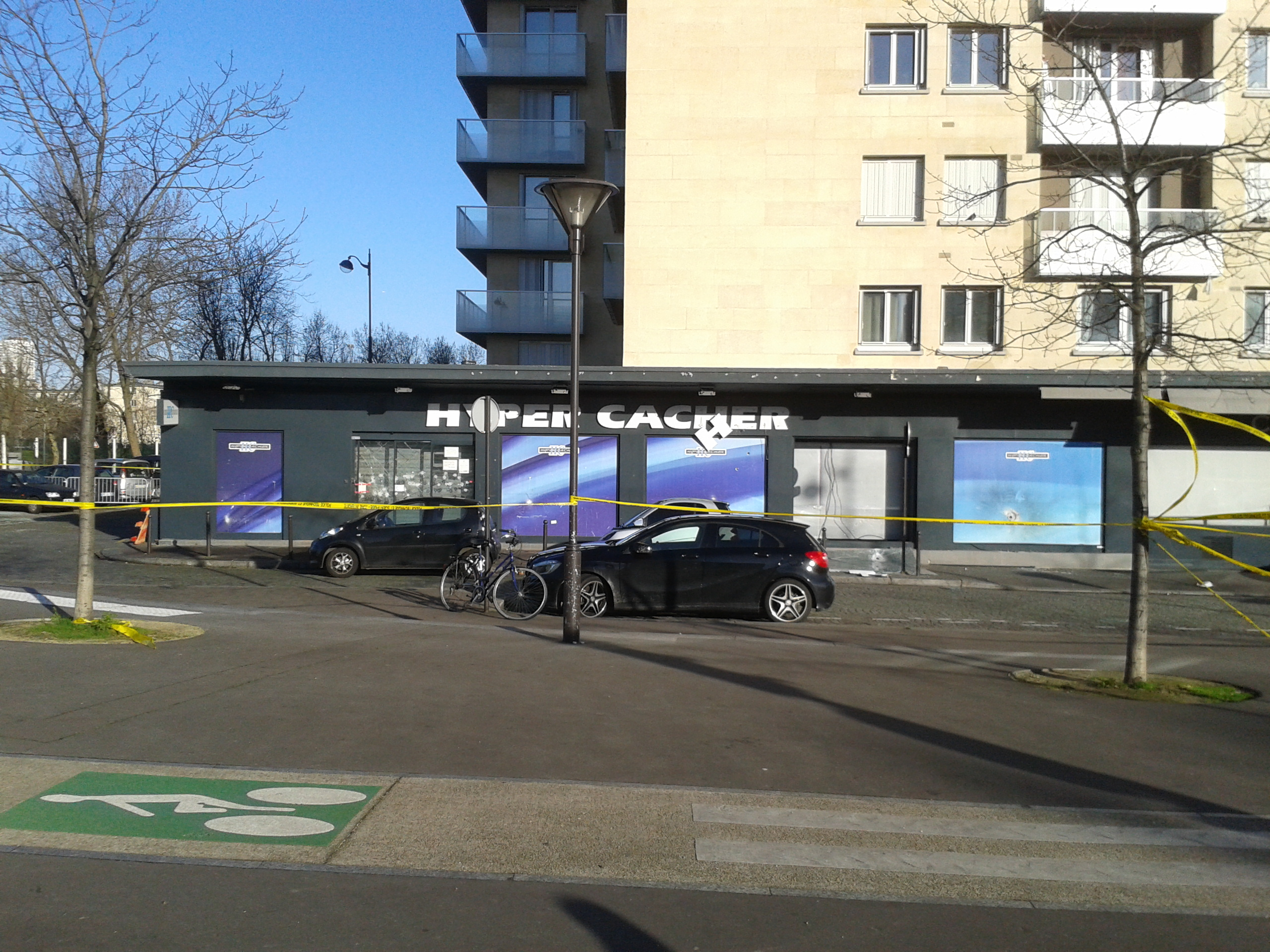

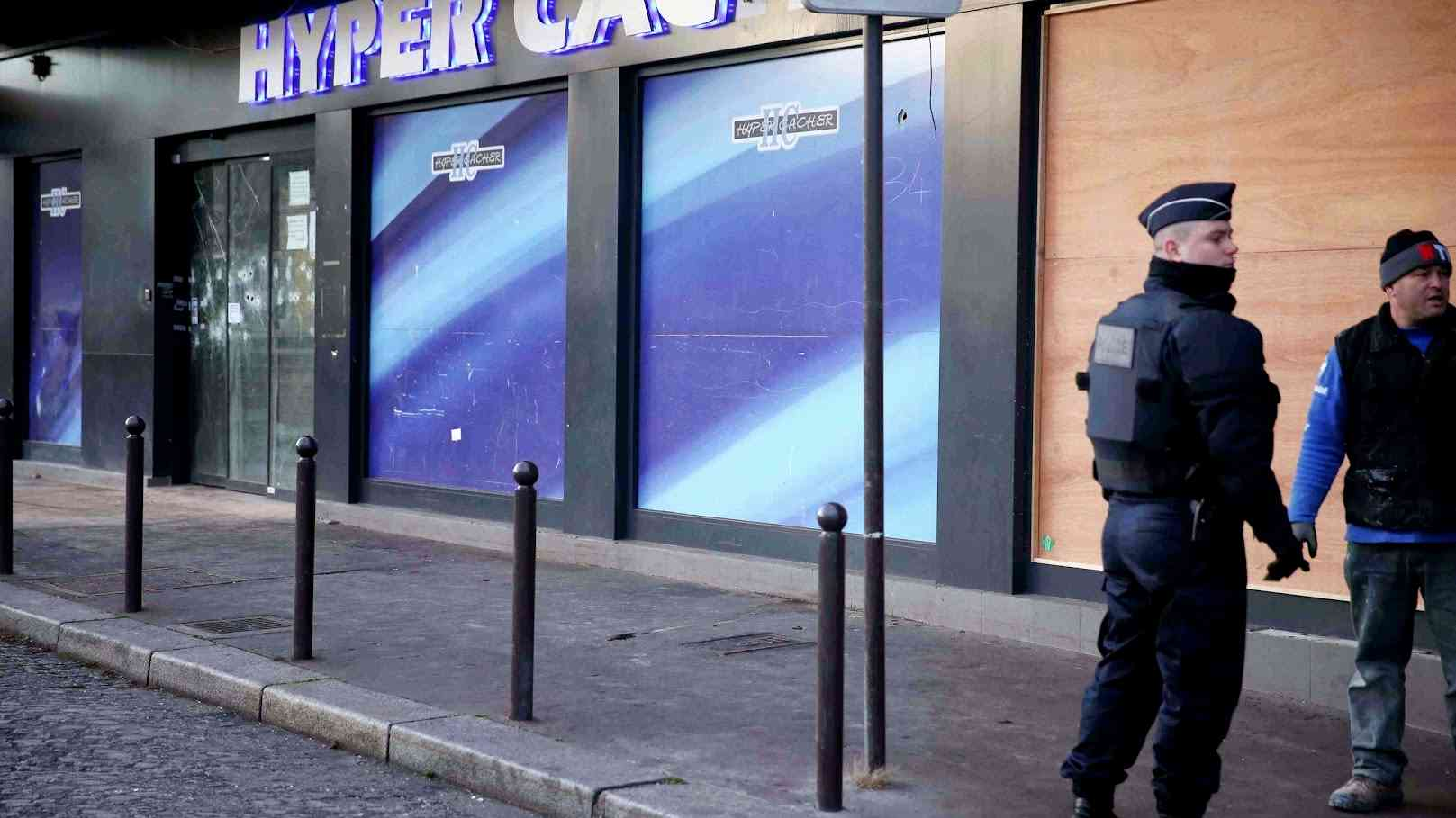
L'Hyper Cacher criblé d'impacts.

Le 24 avril 2017, dix personnes soupçonnées d’avoir fourni des armes à Amedy Coulibaly sont interpellées en France et en Belgique. Selon l'enquête, les armes démilitarisées seraient provenues de Slovaquie via un intermédiaire en Belgique avant d’être revendues à la société de la compagne de Claude Hermant, un trafiquant d’armes présumé, proche des milieux de l’extrême droite nordiste — incarcéré au moment des arrestations d'avril 2017 — dans un autre dossier de trafic d’armes. Trois personnes sont mises en examen pour « association de malfaiteurs terroriste criminelle » et placées en détention provisoire, dont l'une à titre conservatoire dans l’attente d’un débat sur celle-ci. Trois autres personnes sont interpellées en juillet 2017.

## Victimes

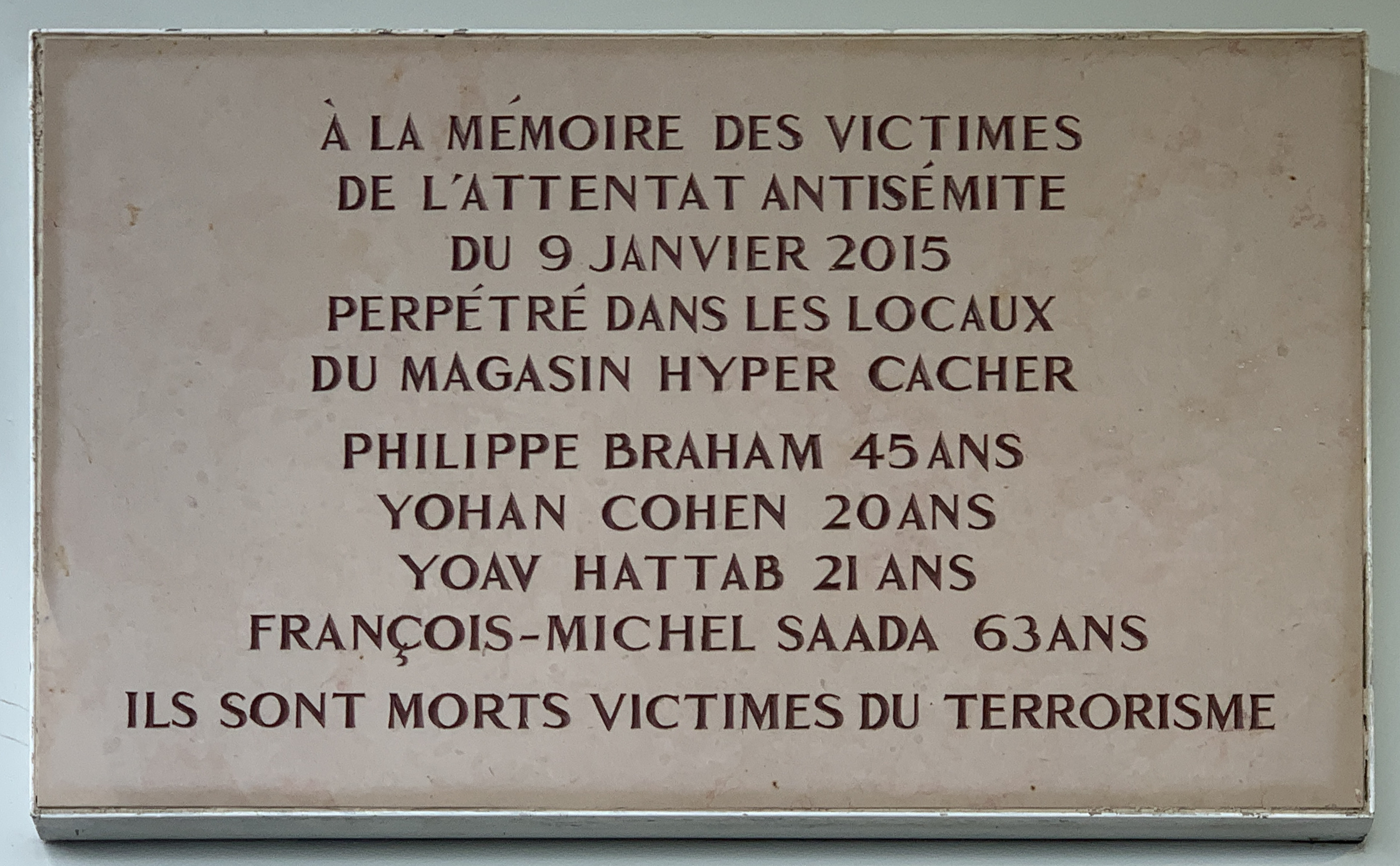
Plaque en mémoire des victimes à l'entrée du magasin.

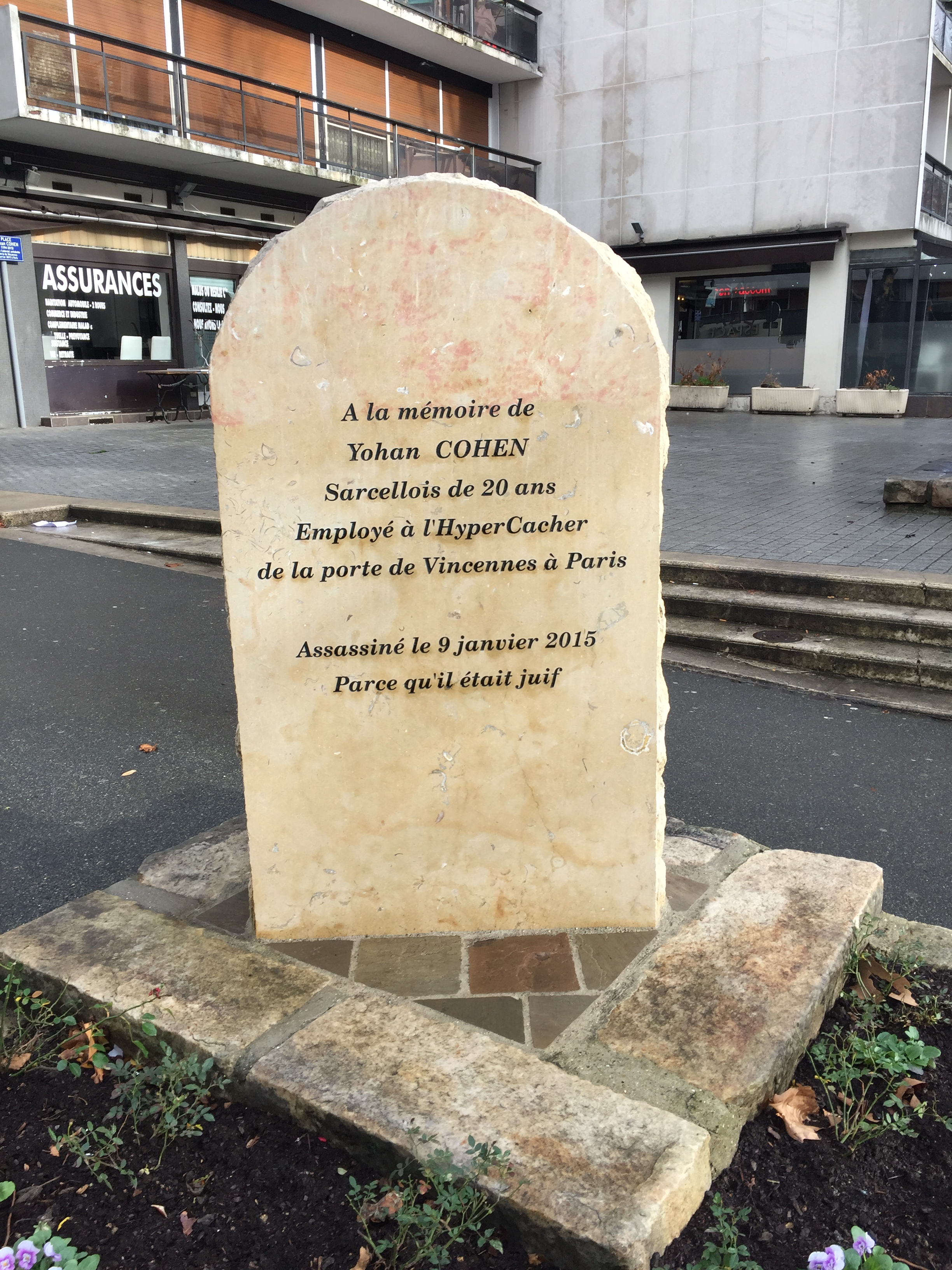
Stèle en mémoire de Yohan Cohen à Sarcelles, ville où il résidait.

Coulibaly a assassiné quatre personnes au début de la prise d'otages,,, : 
- dès son entrée dans la supérette :
  - Yohan Cohen, 20 ans, étudiant et employé du magasin[54], est le premier touché alors qu'il tente de s'interposer[55]. Il agonise longtemps sous les yeux des otages.
  - Philippe Braham, 45 ans, cadre commercial dans une société d'informatique et frère du rabbin de la synagogue de Pantin[54] ;
  - François-Michel Saada, 63 ans, cadre supérieur à la retraite, tente de ressortir, mais Coulibaly lui tire dans le dos ;
- un peu plus tard :
  - Yoav Hattab, 21 ans, de nationalité tunisienne, jeune homme issu d'une famille de sept enfants, fils de Benjamin Batou Hattab, grand-rabbin de Tunis[56], directeur de l'école juive de Tunis. Après avoir obtenu son baccalauréat au lycée français de Tunis, il vient à Paris pour poursuivre des études de commerce international[57]. Remontant du sous-sol où il s'était caché, il s'empare d'une des armes abandonnées — car hors service — par le preneur d'otages qui, alerté par le bruit du maniement de l’arme qui s'enraye, le tue[58],[29],[59].

Patrice Oualid, gérant du magasin, est blessé au bras dès l'irruption de Coulibaly et réussit à fuir.
Quatre autres personnes, dont trois policiers, ont été blessées durant l'assaut.

## Réactions

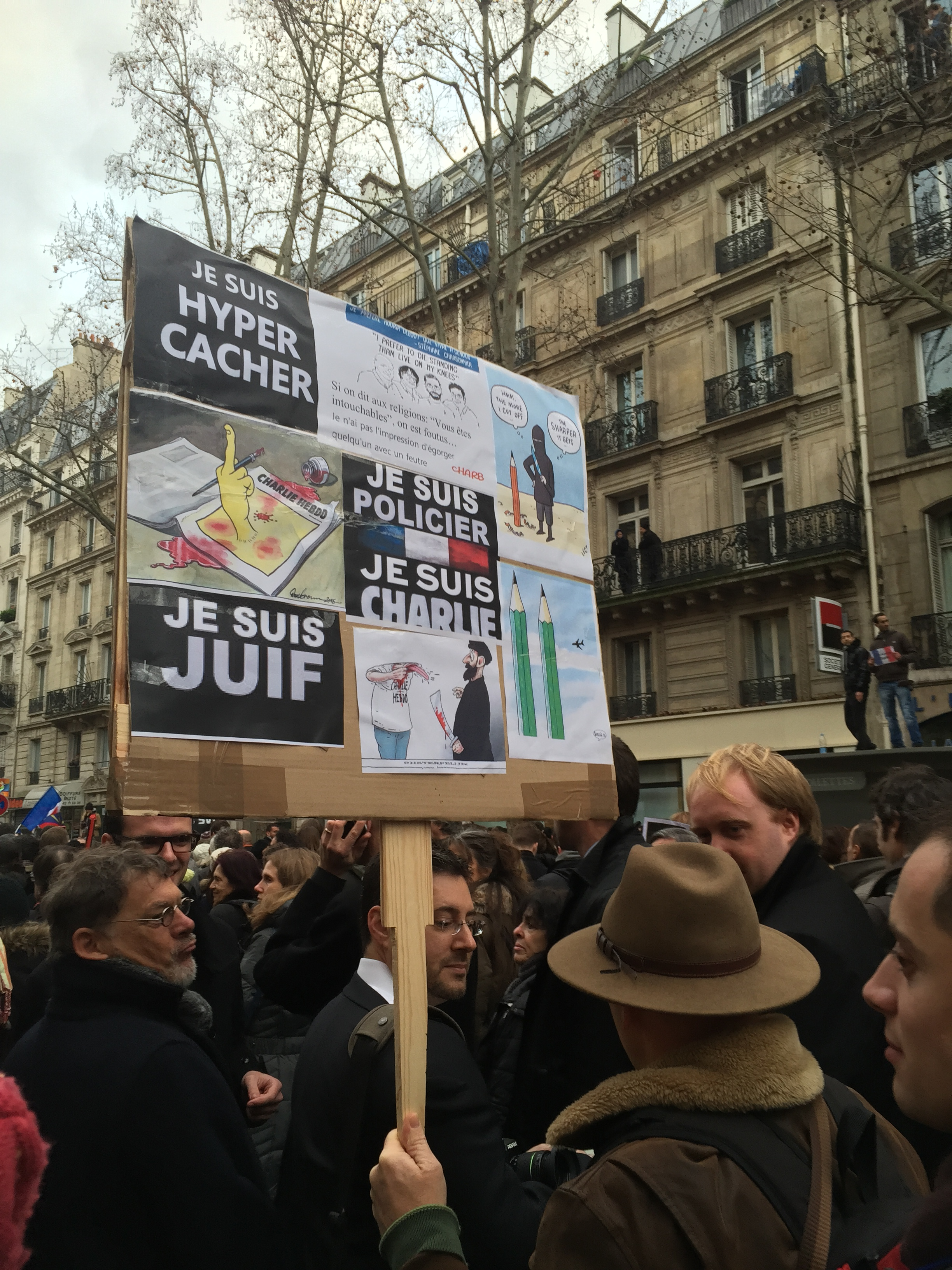
Une pancarte de la marche républicaine de Paris, le 11 janvier 2015.

Des rassemblements s'organisent pour rendre hommage aux victimes de la prise d'otages dans l'Hyper Cacher.
Patrick Jarreau estime le 10 janvier qu' « il n’y a eu aucune prise d’otages par Amedy Coulibaly, mais une tuerie de Juifs, d’emblée, dès son entrée dans le magasin. Tuer des Juifs dans Paris en 2015, ça ne fait pas un titre dans les médias. C’est banal comme de tuer des enfants juifs dans une école à Toulouse en 2012, ou des gens dans un musée juif à Bruxelles l’an dernier, ou de crier « mort aux Juifs » dans les rues de Paris, ou d’agresser une famille juive dans un immeuble à Créteil ».
Manuel Valls déclare le 12 janvier « Dans mon pays, je ne veux pas que l'on puisse dire que l'ennemi, quand un élève répond à une question d'un enseignant, c'est le Juif. Je ne veux pas qu'il y ait des jeunes qui fassent le V de la victoire après ce qui s'est passé. Je ne veux pas qu'il y ait des jeunes qui se reconnaissent dans ces terroristes barbares qui ont assassiné des journalistes, des policiers, des Juifs français parce qu'ils étaient juifs, je ne veux plus que, sur internet, on puisse avoir ces mots effrayants de haine. Je n'ai pas été très soutenu, sinon par le président de la République et le Premier ministre Jean-Marc Ayrault quand j'ai combattu ce soi-disant humoriste (Dieudonné M'Bala M'Bala). Ce n'est plus possible, donc, peut-être, faudra-t-il aller plus loin pour lutter contre l'antisémitisme, le racisme, l'apologie de l'extermination des Juifs (…) À l'Assemblée, j'avais ressenti que la société ne s'était pas mobilisée après le drame de Créteil, cette famille violentée parce que juive (en décembre, 2014). La réponse, enfin, c'est celle du peuple français hier. Ne laissons pas retomber cet esprit du 11 janvier. ».
Le grand rabbin de France, Haïm Korsia, constate que la prise d’otage démontre « une nouvelle fois que la menace pesant sur la communauté juive est bien réelle ». Roger Cukierman, président du Conseil représentatif des institutions juives de France (CRIF) estime que « la communauté juive, déjà anxieuse, a des raisons supplémentaires de s’inquiéter. La situation devient tout à fait grave : j’ai l’impression que c’est la guerre du djihad contre l’Occident, avec des cibles qui sont les journalistes, la liberté d’expression et les Juifs. ».
Robert Badinter estime que ces assassinats étaient « un crime antisémite pensé comme tel. Nous savons maintenant que c'était une école que le tueur de Vincennes voulait d'abord ensanglanter comme Merah » et que « on est au dernier degré de l'inhumanité quand on course, on poursuit un enfant juif, c'était pour Merah une petite fille juive, qu'on arrête par les cheveux et qu'on abat d'un coup de feu. Ça c'est le retour de ce qu'on a connu du temps des SS. II y a une filiation directe pour moi entre ce qui est advenu dans l'hypermarché casher et la barbarie nazie ».

### Rassemblement et hommages sur place
À Paris, dès le samedi soir vers 19 heures devant la supérette casher où a eu lieu la prise d'otages la veille, des milliers de personnes sont présentes à l'appel de l'Union des étudiants juifs de France, dont le Premier ministre, Manuel Valls, qui déclare notamment : « la France sans les Juifs de France n'est plus la France », « Les Juifs de France, depuis de nombreuses années, ont peur » et « Nous sommes tous aujourd'hui Charlie, tous policiers, tous des Juifs de France ». D'autres personnalités politiques sont présentes, comme Bernard Cazeneuve, Christiane Taubira, Najat Vallaud-Belkacem, ainsi que Claude Bartolone, président de l'Assemblée nationale, et Gérard Larcher, président du Sénat, Anne Hidalgo, le maire de Paris, et l'ancienne ministre UMP Valérie Pécresse.

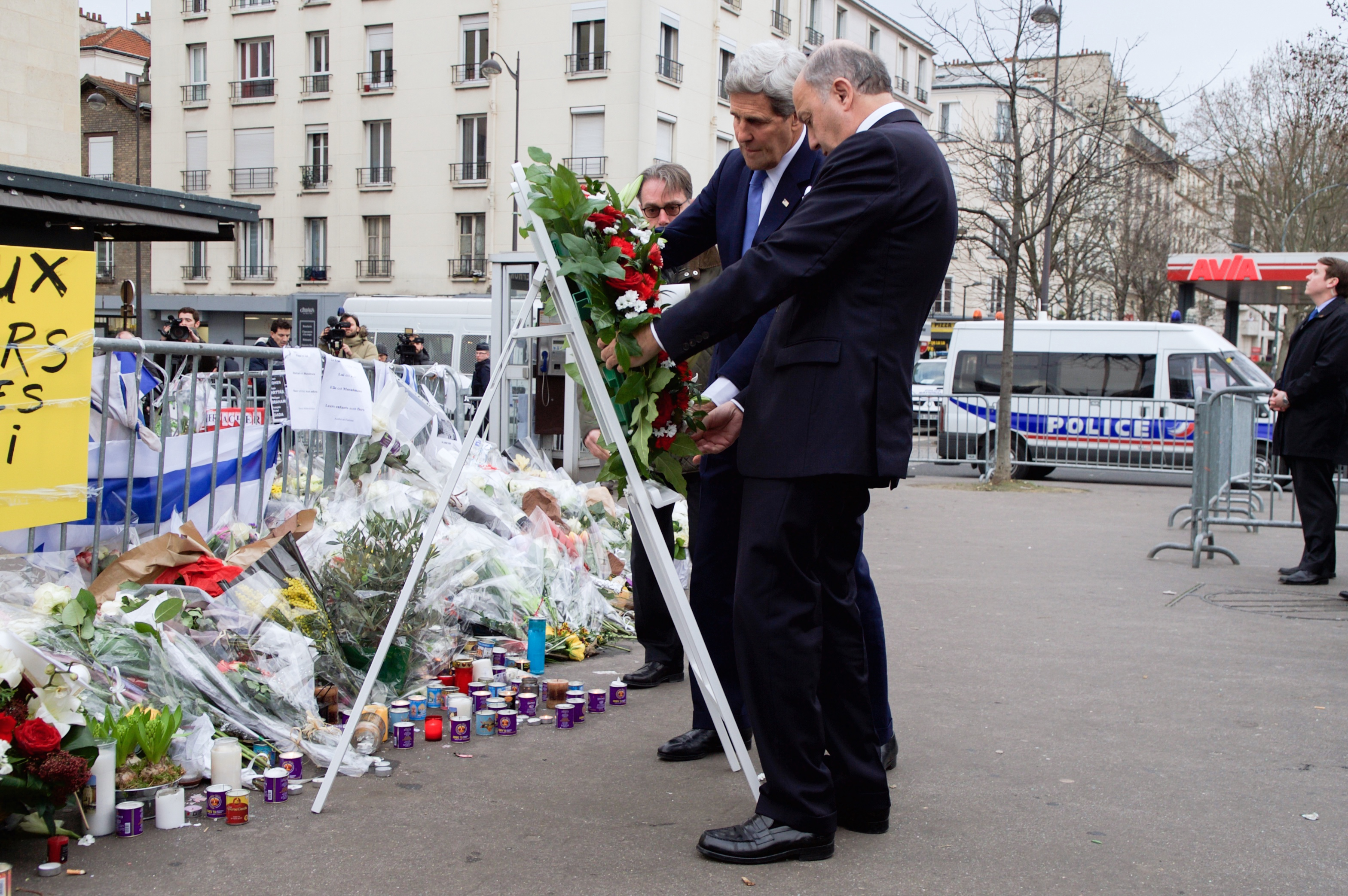
John Kerry et Laurent Fabius déposant une couronne de fleurs devant le magasin, le 16 janvier 2015.

Des représentants de la communauté juive sont sur place, dont le président du Conseil représentatif des institutions juives de France (CRIF), Roger Cukierman, ainsi que le président de l'UEJF, Sacha Reingewirtz, qui récite la prière pour la République française aux côtés du Premier ministre et des membres du gouvernement, qui entonnent ensuite la Marseillaise[réf. nécessaire].
Une lecture de noms des victimes a également lieu, ainsi qu'une minute de silence,.
Des pancartes proclament : « Charlie Juif flic : je suis la République ». Des personnes crient « je suis juif » sur le mode de « Je suis Charlie » mais aussi « morts parce que juifs » ou « je suis Hyper Cacher », du nom de la supérette attaquée par le jihadiste. La foule chante La Marseillaise ou l’hymne national de l’État d’Israël, la Hatikvah ; on entend quelques cris « sécurité ! sécurité ! » ou « non au laxisme » ou encore « Taubira démission ».
Le Premier ministre israélien Benyamin Netanyahou, se rend sur place dans la matinée du lundi 12 janvier.
En visite à Paris le 16 janvier, le secrétaire d’État américain John Kerry, accompagné par Laurent Fabius, ministre des Affaires étrangères, se rend devant l’Hyper Cacher pour y déposer une couronne de fleurs.
Bill de Blasio, maire de New York, se rend à la porte de Vincennes le 20 janvier, accompagné par Anne Hidalgo, et dépose une gerbe de fleurs devant le magasin pour saluer la mémoire des victimes.

### Marches républicaines
Les marches républicaines des 10 et 11 janvier 2015 sont organisées à la mémoire des victimes des différents attentats de la semaine. Plus de quatre millions de personnes défilent en France sur les deux journées pour dénoncer les actions terroristes de 7, 8 et 9 janvier.

## Cérémonie à la Grande synagogue de Paris

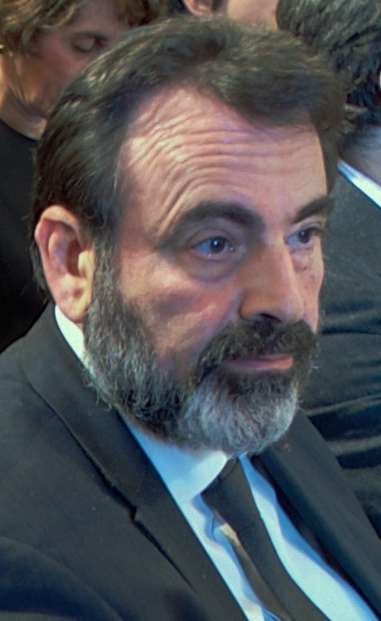
Joel Mergui, président du Consistoire central israélite de France.

Accueillis par le président du Conseil représentatif des institutions juives de France (CRIF), Roger Cukierman, le président de la République François Hollande, le Premier ministre israélien Benyamin Netanyahou, le Premier ministre français Manuel Valls, le ministre de l’Intérieur Bernard Cazeneuve, la ministre de la Justice Christiane Taubira, les présidents des deux assemblées, Claude Bartolone et Gérard Larcher, la maire de Paris Anne Hidalgo, l'ancien président de la République Nicolas Sarkozy et plusieurs responsables religieux, comme le cardinal-archevêque de Paris André Vingt-Trois et l'ancien président du Conseil français du culte musulman Mohammed Moussaoui, participent à une cérémonie à la grande synagogue de Paris à la mémoire des dix-sept victimes des attentats de la semaine écoulée, le dimanche 11 janvier 2015 à partir de 19 heures, après les marches dans Paris. Des psaumes sont récités, en présence du président de la synagogue Jacques Canet, puis le président du Consistoire central, Joël Mergui, puis le grand rabbin de France, Haïm Korsia, prennent la parole. Ce dernier prononce solennellement la prière pour la République française, à la suite de quoi François Hollande et les responsables gouvernementaux et religieux français se retirent. Benyamin Netanyahou prononce alors un discours applaudi par la communauté juive, et déclare que l'Europe fait face aux mêmes menaces qu'Israël,,,. Il rend hommage à Lassana Bathily qui a sauvé des otages. Le discours de Netanyahou est traduit de l'hébreu par le député des Français établis hors de France, membre de l'Union des démocrates et indépendants (UDI), Meyer Habib.

## Funérailles à Jérusalem

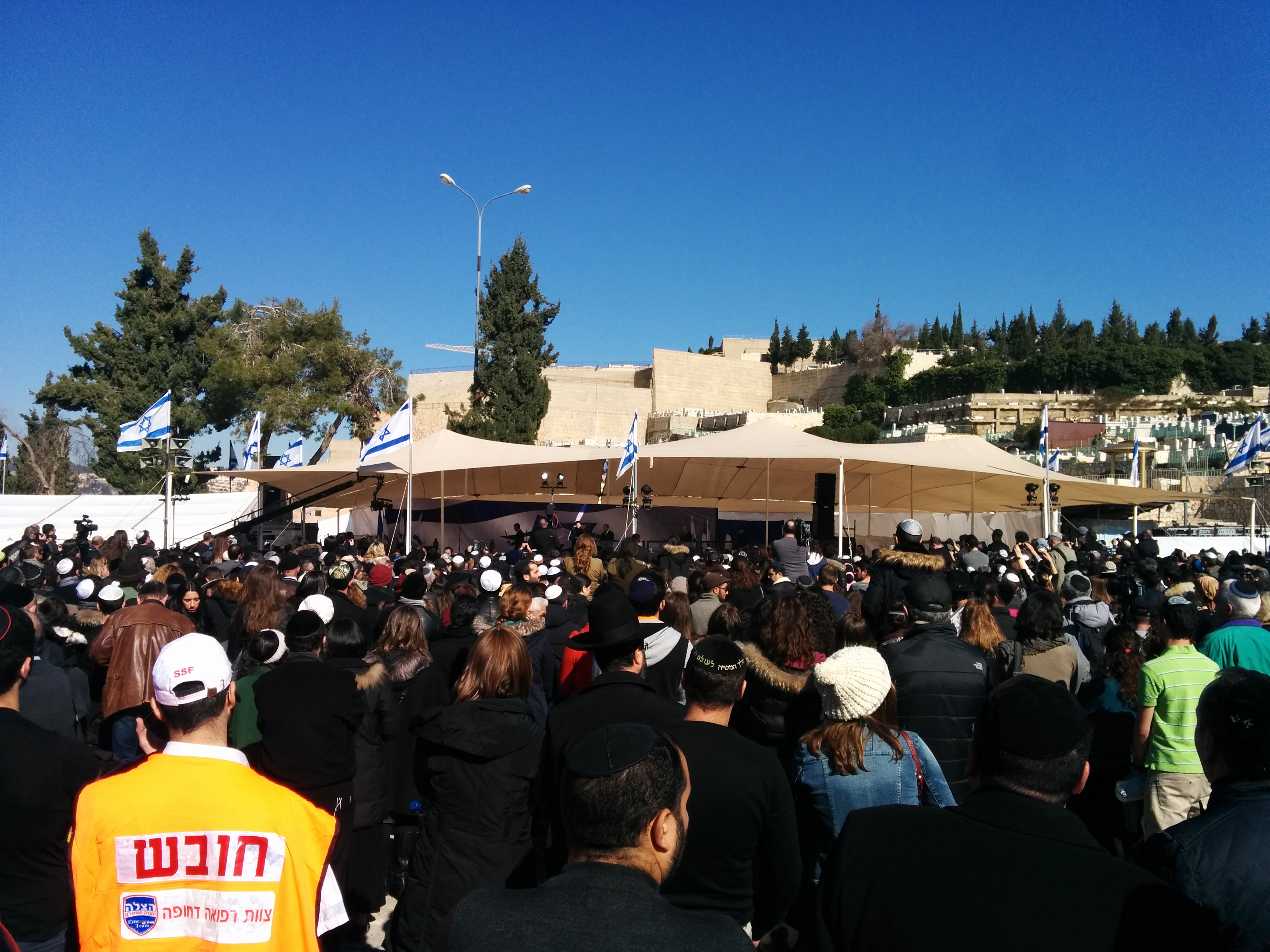
Funérailles des quatre victimes à Jérusalem, le 13 janvier 2015.

La levée des corps de Yohan Cohen, Yohav Hattab, Philippe Braham et François-Michel Saada a lieu à l'Institut médico-légal de Paris le 12 janvier, avant leur transport par avion vers Israël pour être inhumés à Jérusalem le 13. Ségolène Royal, ministre de l'Écologie, du Développement durable et de l’Énergie, représente la France aux funérailles.
Plusieurs milliers de personnes, pour la plupart des Juifs francophones, ont assisté le 14 janvier à l'hommage officiel rendu avant leur inhumation aux quatre victimes de l'attentat au cimetière du Mont des Répits où sont aussi enterrées les victimes de la tuerie de l’école Otzar Hatorah de Toulouse, assassinées en mars 2012 par un terroriste islamiste, Mohammed Merah. Le président israélien Reuven Rivlin, le Premier ministre Benyamin Netanyahou et le chef de l’opposition Ytzhak Herzog ainsi que Ségolène Royal ont pris la parole durant la cérémonie. Reuven Rivlin a appelé « le monde à lutter contre « l’incitation antisémite enragée » il a souligné son désir de voir les Juifs français immigrer en Israël « par choix positif, plutôt que sous la contrainte ». Benyamin Netanyahou a déclaré que « Les Juifs ont le droit de vivre dans de nombreux pays en toute sécurité, mais je crois qu’ils savent dans leur cœur, qu’il y a un pays qui est leur maison historique, un État qui sera toujours là pour les accepter à bras ouverts. C’est l’espoir de tout le peuple juif ». Ségolène Royal a été applaudie quand elle a décoré de la Légion d’honneur à titre posthume les quatre victimes et réaffirmé que l'antisémitisme n'a pas sa place en France ainsi que la « détermination sans failles » du gouvernement français à lutter contre toute acte d'antisémitisme »,,,.

## Conséquences

### Pour la communauté juive
Les Juifs de France, se sentant visés par « des menaces et un antisémitisme qui se renforcent depuis plusieurs années » s’interrogent sur leur place dans la société française évoquant la « peur » et la tentation du « départ » vers Israël. Des militaires et policiers en armes ont été positionnés dans les 717 écoles et lieux de culte juifs en France. À l'assemblée nationale, le Premier ministre Manuel Valls intervient avec force sur l'importance de la communauté juive pour la France,.
Les gardes policières autour des établissements juifs se faisant moins systématiques au fil des mois, des « parents vigilants » prennent le relais pour veiller à la sécurité des écoles et autres lieux de rassemblement. Des établissements confessionnels reçoivent des équipements de sécurité complémentaires comme digicode, portes d'accès renforcées, etc.

### Lassana Bathily

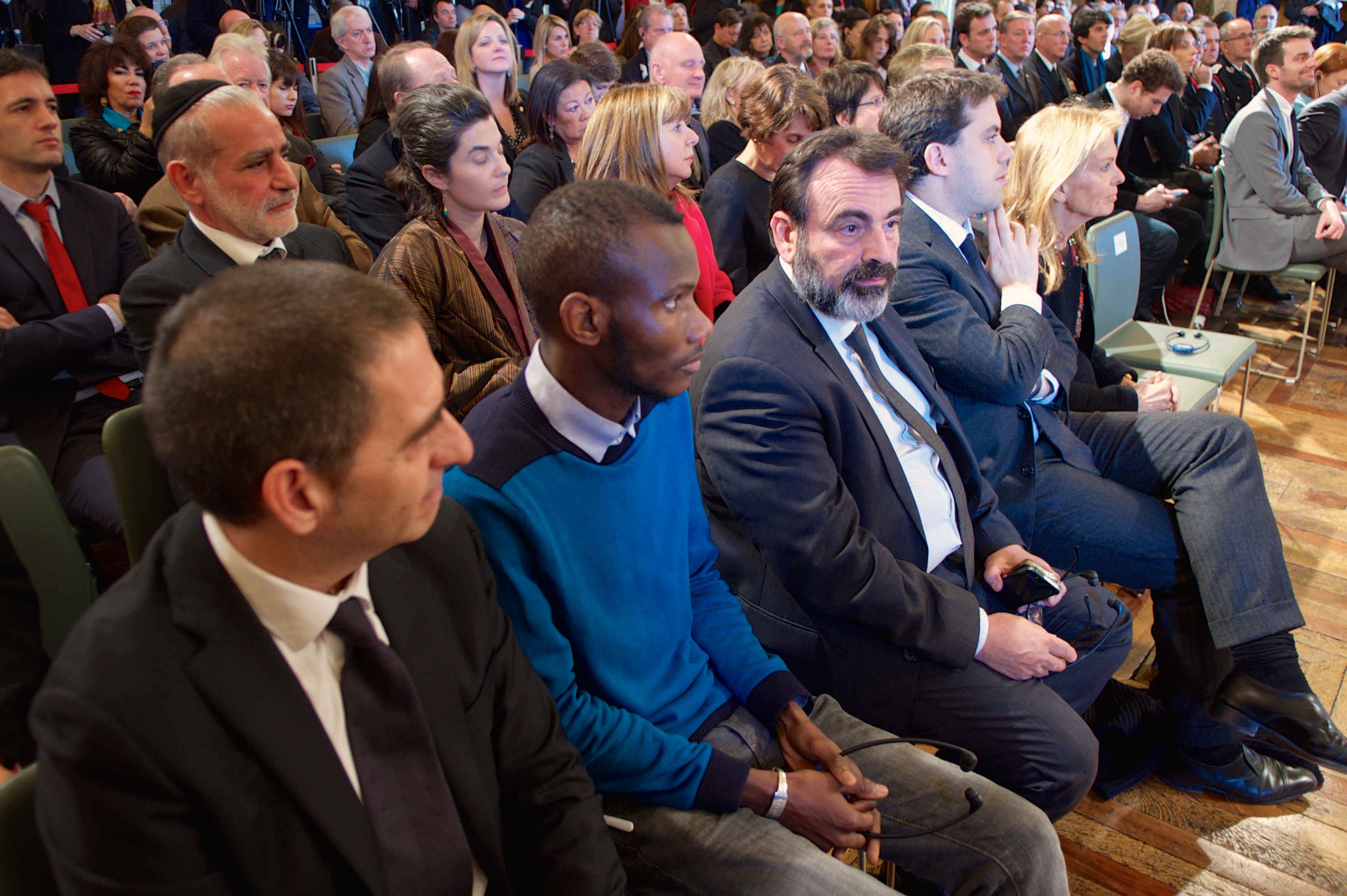
Lassana Bathily assistant à la cérémonie d'hommage aux victimes, à la mairie de Paris, le 16 janvier 2015, pendant que John Kerry le félicite.

À la suite de l'attitude courageuse de Lassana Bathily, qui a contribué à la libération des otages du terroriste, des pétitions réclament la naturalisation du jeune homme. Cette dernière est décidée le 15 janvier 2015,. Elle est retransmise en direct à la télévision le 20 janvier 2015 en compagnie du ministre de l'Intérieur Bernard Cazeneuve et du Premier ministre Manuel Valls,.

### Poursuites pour apologie du terrorisme
Après la fusillade de Charlie Hebdo et cette prise d'otages, de nombreuses personnes sont poursuivies pour apologie du terrorisme, dont l'humoriste Dieudonné. La mise en garde à vue de Dieudonné pour ses commentaires ponctués de la phrase « Je me sens Charlie Coulibaly » a suscité la discussion sur l'opposition entre la condamnation de ses propos pour apologie du terrorisme et la liberté pour Charlie Hebdo de publier des caricatures controversées de Mahomet,,.

### Controverse sur la déontologie des chaines d'informations
En mars 2015, des victimes de la prise d'otages portent une plainte contre X qui vise les chaînes d'information en continu, en particulier BFM TV qui avait révélé en direct pendant l'attentat que plusieurs clients s'étaient cachés dans la chambre froide du magasin, et que l’assaut était lancé contre les frères Kouachi au moment où Coulibaly détenait les otages, alors que ce dernier « suivait l’évolution des informations sur différentes chaînes, dont BFMTV », et qu’il avait contacté des journalistes de BFM TV. En janvier 2016, un accord est trouvé entre BFM TV et les ex-otages qui retirent leur plainte. Dans une déclaration conjointe avec les plaignants, tous rescapés de la chambre froide, BFM TV « souhaite réitérer ses plus vifs regrets pour avoir diffusé cette information qui a constitué une faute et aurait pu avoir des conséquences dramatiques pour la vie, l'intégrité et la sécurité des otages ». 60 000 euros sont versés par BFM TV au Fonds social juif unifié, en soutien aux victimes de terrorisme. Le journaliste qui avait diffusé l'information sur les clients refugiés dans la chambre froide déclare que « cette faute me hante. Il est vrai que cette phrase, je n’aurais pas dû la prononcer ».

## Réouverture
Le dimanche 15 mars 2015, le magasin Hyper Cacher ouvre à nouveau ses portes. Aucun de ses anciens employés ne désire y travailler à nouveau, en raison du traumatisme subi. Bernard Cazeneuve est présent lors de la réouverture,,.

## Procès
Le procès des complices de Amedy Coulibaly a lieu dans le cadre du procès des attentats de janvier 2015. Les séances consacrées à la prise d'otages de l'Hyper Cacher débutent le 21 septembre 2020.